# Washington D.C. Area Film Critics Association
Washington D.C. Area Film Critics Association é uma organização de críticos de cinema de Washington D.C., Estados Unidos.

## Categorias
- Melhor Filme
- Melhor Ator
- Melhor Ator Coadjuvante
- Melhor Atriz
- Melhor Atriz Coadjuvante
- Melhor Cinematografia
- Melhor Direção
- Melhor Direção de Arte
- Melhor Documentário
- Melhor Elenco
- Melhor Filme de Animação
- Melhor Filme Estrangeiro
- Melhor Performance de Revelação
- Melhor Roteiro Adaptado
- Melhor Roteiro Original
- Melhor Trilha Sonora